# Dampfstraßenbahn von La Baule
| Endstation in Le Pouliguen                                          |                     |              |              |
| Bucht von Pouliguen                                                 |                     |              |              |
| Streckenlänge:                                                      | 7,5 km              |              |              |
| Spurweite:                                                          | 600 mm (Schmalspur) |              |              |
| Streckengeschwindigkeit:                                            | 18 bzw. 25 km/h     |              |              |
|                                                                     |                     |              |              |
| \| \| \| Le Pouliguen \| \| \| \| La Baule \| \| \| \| Pornichet \| |                     |              |              |
| Kopfbahnhof Streckenanfang (Strecke außer Betrieb)                  |                     | Le Pouliguen | Le Pouliguen |
| Bahnhof (Strecke außer Betrieb)                                     |                     | La Baule     | La Baule     |
| Kopfbahnhof Streckenende (Strecke außer Betrieb)                    |                     | Pornichet    | Pornichet    |

Die Dampfstraßenbahn von La Baule (französisch bis 1902 Le Trait d’Union, ab 1904 La Navette) war von 1887 bis 1914 eine 7,5 km lange Dampfstraßenbahn von Le Pouliguen über La Baule nach Pornichet in Frankreich.

## Geschichte

### Le Trait d’Union(1887–1902)
Im Juli 1887 verlegte Monsieur Aubry, ein Landschaftsgärtner aus Nantes, am Sandstrand zwischen La Baule und Le Pouliguen eine Decauville-Dampfstraßenbahn mit fliegendem Gleis mit einer Spurweite von 600 mm. Der Betrieb begann am 19. Juli 1877. Im Jahr 1891 wurde die Linie am Strand bis zum Stadtrand von Pornichet verlängert, woraufhin sie den Spitznamen Miss Pornichette erhielt. Auf der verlängerten Strecke verkehrten ab 21. Juni 1891 zwei Züge, die sich an der ehemaligen Endstation kreuzten. Der Weg überquerte in einer mit Faschinen befestigten Furt den Bach von Marzy, der nur im Winter Wasser führte.
Die Strecke wurde auf Basis des sogenannten Unionsvertrags (Trait d’Union) jeweils temporär in den drei Sommermonaten am Sandstrand verlegt und wurde von den Fahrgästen sehr geschätzt. Eine Fahrt mit der Höchstgeschwindigkeit von 18 km/h bzw. 25 km/h kostete 0,50 Franc. Die Bahn wurde von den Anwohnern wegen des Rauchs, des Lärms, der Pannen und der Entgleisungen kritisiert, was ihr die den Spitznamen Déraillard (Entgleiserin) einbrachte. 1902 wurde die Anlage aufgrund von technischen und vertraglichen Schwierigkeiten in einem sehr schlechten Zustand stillgelegt und im folgenden Jahr durch Omnibusse ersetzt.

### La Navette(1904–1914)
1904 wurde eine neue Konzession für eine neue Straßenbahn mit einer Spurweite von 600 mm beantragt. Ohne auf die offizielle Konzession zu warten, wurde die neue Straßenbahn am 14. Juli 1904 in Dienst gestellt. Um sich nicht wieder der Kritik am Rauch der Dampflokomotiven auszusetzen, wurden zwei Benzol-Triebwagen (Automotrices à pétrole) von Decauville beschafft. Diese waren aber nicht leistungsstark genug, so dass das Kühlwasser immer wieder zum Kochen kam. Sie wurden bereits am 4. August 1904 außer Betrieb genommen.
Der Betreiber, Monsieur Pavie, verklagt Decauville und kehrt anschließend auf Dampfbetrieb zurück. Er baute die Triebwagen in Anhänger um und kaufte 1909 zwei Kastenlokomotiven des Lokomotivherstellers Chantiers de La Buire in Lyon, die er Dampftraktoren (Tracteurs à Vapeur) nannte, da die Anwohner gegen die Verwendung von Lokomotiven protestiert hatten. Die Dampftraktoren erwiesen sich aber als ungeeignet, so dass sie 1910 durch zwei jeweils 5 t schwere Decauville-Lokomotiven ersetzt wurden, baugleich mit den während des "Unionsvertrags" genutzten.
Die vertraglichen Schwierigkeiten konnten nicht gelöst werden, so dass die Bahn ohne Konzession mit einer befristeten Betriebserlaubnis betrieben wurde. Am 2. August 1914 wurde der Betrieb wegen des Ersten Weltkrieges eingestellt. Die Gleise und Fahrzeuge wurden vollständig für militärische Feldbahnen beschlagnahmt.
In den 1920er Jahren gab ein ehrgeiziges Projekt, den Betrieb mit Gleismaterial und Benzollokomotiven aus überschüssigen Militärbeständen auf einer Strecke wiederaufzunehmen, die bis zum Strand bei der Ortschaft Saint-Marc-sur-Mer am Ortseingang von St. Nazaire führen sollte, was aber nicht weiterverfolgt wurde, da zu dieser Zeit bereits die ersten Buslinien verkehrten.

## Lokomotiven

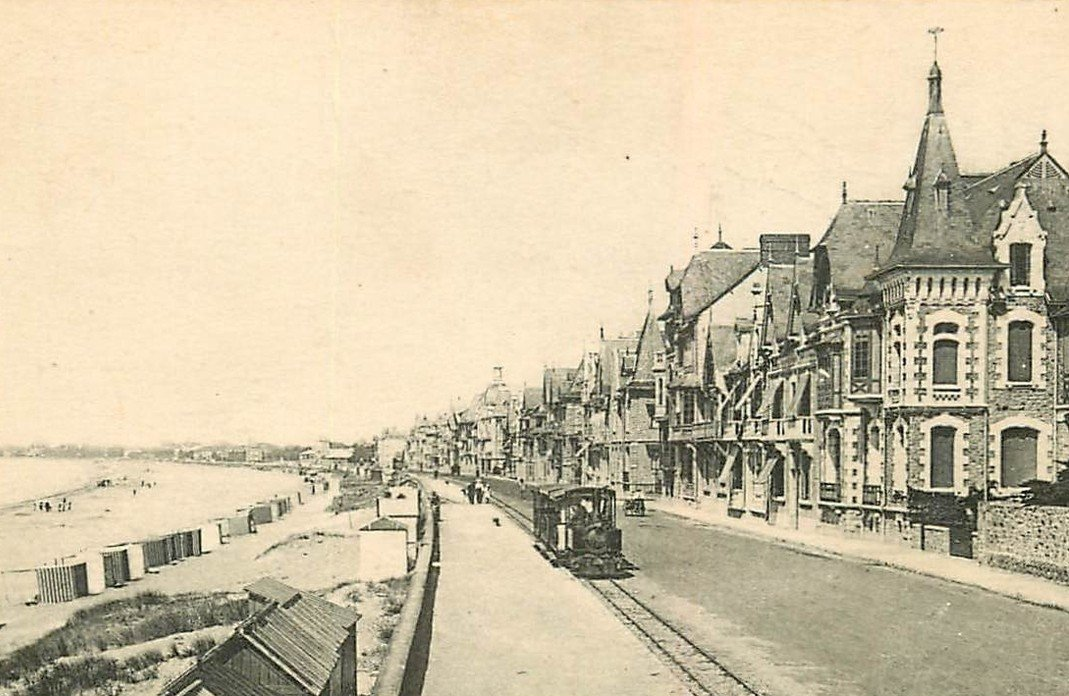
Die Villen von La Baule mit dem Strand bei Pouliguen im Hintergrund

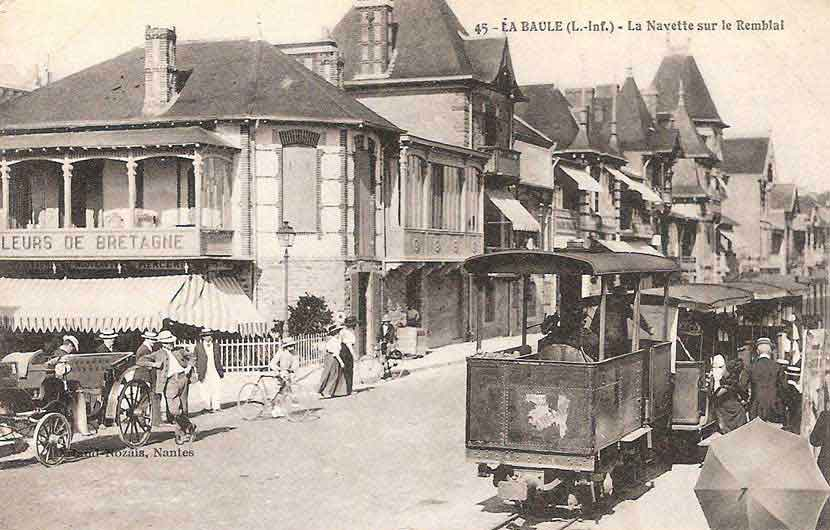
Kastenlokomotiven (Tracteur à Vapeur) um 1909

| Hersteller            | Werks-Nr. | Baujahr | Bauart | Name/Bezeichnung      |
| --------------------- | --------- | ------- | ------ | --------------------- |
| Decauville            | N° 50     | 1887    | B n2t  | Francillon            |
| Decauville            | N° 97     | um 1890 | B n2t  | Pornichette           |
| Decauville            | N° 134    | 1892    | B n2t  | Le Pouliguen          |
| Decauville            | N° 148    | 1892    | B n2t  | Pornichet             |
| Decauville            |           | 1904    |        | Automotrice à pétrole |
| Decauville            |           | 1904    |        | Automotrice à pétrole |
| Chantiers de La Buire |           | 1909    | B n2t  | Tracteur à Vapeur     |
| Chantiers de La Buire |           | 1909    | B n2t  | Tracteur à Vapeur     |
| Decauville            | N° 574    | 1910    | B n2t  | Dampflok, 3,25 t      |
| Decauville            |           | 1910    | B n2t  | Dampflok, 5 t         |